# Colopea unifoveata
Colopea unifoveata är en spindelart som beskrevs av Pekka T. Lehtinen 1982. Colopea unifoveata ingår i släktet Colopea och familjen Stenochilidae. Inga underarter finns listade i Catalogue of Life.